# هولاسو (شاهين دج)
هولاسو هي قرية في مقاطعة شاهين دج، إيران. عدد سكان هذه القرية هو 1,521 في سنة 2006.